# شيركو كريم
شيركو كريم لطيف (مواليد 25 ايار 1996 كركوك، العراق) لاعب كرة قدم عراقي.
بدأ شيركو كريم لعب كرة القدم مع نادي الشرطة في عام 2012، وفي عام 2015 انتقل إلى نادي غراسهوبر زيوريخ السويسري الدوري الممتاز، ويعد انتقال اللاعب شيركو كريم إلى نادي غراسهوبر زيورخ من أهم الانتقالات في تاريخ الكرة العراقية ، تم استدعائه لتمثيل المنتخب الأولمبي ليشارك في بطولة اسيا المؤهلة إلى أولمبياد البرازيل.

## الجوائز والإنجازات

### الجماعية
العراق
- كأس الخليج العربي (1): 2023

## روابط خارجية
- شيركو كريم على موقع إي إس بي إن إف سي (الإنجليزية)
- شيركو كريم على موقع قاعدة بيانات كرة القدم.إي يو (الإنجليزية)
- شيركو كريم على موقع ناشيونال فوتبول تيمز (الإنجليزية)
- شيركو كريم على موقع Soccerway.com (الإنجليزية)
- شيركو كريم على موقع عالم كرة القدم.نت (الإنجليزية)
- شيركو كريم على موقع كووورة
- شيركو كريم على موقع أوليمبيديا (الإنجليزية)